# Șuletea
Șuletea – wieś w Rumunii, w okręgu Vaslui, w gminie Șuletea. W 2011 roku liczyła 1194 mieszkańców.